# 蚵塊
蚵塊是福建省泉州市德化縣的一種油炸小吃。德化話叫「蚵垜」[o⁴⁴⁻²¹tə²¹]，也叫「茶餅」，因爲以前是用「茶油」來炸的。雖然名字有“蚵”，實際內部卻沒有海蠣，主要是放蘿蔔絲。

## 起源
福建有沿海與內山兩種大體的生活環境，「蚵塊」從名字可以看出是與沿海有關係的，而實際卻脫離了「蚵」而轉變成內山的食材。與德化「蚵塊」尺寸、食材、做法一模一樣的是福建閩東的「蠣包」（霍咸平話「蠣包」[tjɛ²³⁻³³p(w)aw³³]），由於方言的指稱不同，意思兩者也相通，也沒有「蚵」。
臺灣有音同，調不同也大體相似的「蚵嗲」，裏面就有海蠣，應該就是直接來源。而相通的還有「海蠣煎」（即「蚵仔煎」）。

## 做法
在圓大勺底部鋪上一層麵粉，再在上面鋪蘿蔔絲等食材，最後再在上面鋪另一層麵粉，以完全包裹中間的蘿蔔絲，形成一個封閉的包。將勺子放入油鍋，炸成金黃色的「蚵垜」。